# Neocenchrea mero
Neocenchrea mero är en insektsart som beskrevs av Ronald Gordon Fennah 1952. Neocenchrea mero ingår i släktet Neocenchrea och familjen Derbidae. Inga underarter finns listade i Catalogue of Life.